# Rec del Molí (marge dret del Ter)
El Rec del Molí és un canal de rec que capta les aigües del Rec del Molí i riu Daró, del riu Ter, molt a prop de la resclosa de Canet, al municipi del Verges, transcorre per la planura del baix Ter i del Daró i desemboca al tram del Daró Vell ja entrat al terme municipal de Fontanilles. A partir d'aquest punt les aigües conformen un entramat de canals que conflueixen en el rec del Molí de Pals que desemboca al Mediterrani a la zona de les basses d'en Coll, ja al terme municipal de Pals.
L'aigua d'aquest rec s'aprofitava per fer funcionar el molí fariner del segle xvii, construït en una fortificació medieval que conserva murs amb espitlleres i un matacà. El molí de Gualta és bé cultural d'interès nacional. El tram de Rec del Molí quan travessa la vila de Gualta, entre el sifó del riu Daró i la bassa del molí a tocar del carrer Major es vol declarar BCIL. Els marges del rec estan sustentats per parets de pedra seca usant la tècnica constructiva de trencajunt. En alguns punts aquestes parets són atalussades. La part propera al carrer Major hi ha cases dels segles xvii i XVIII que limiten amb el rec i que han ajudat a conservar el seu traçat. El rec doncs, existia abans de la construcció de les cases. A tocar de la bassa, el carrer Major salva el rec mitjançant un pont modern, més enllà n'hi ha un de més antic, possiblement coetani a la construcció del rec. El carrer Major, és de fet el camí històric de Fontanilles, eix vertebrador del creixement urbanístic en època medieval.

## Història
Existeixen dos documents històrics que posen de manifest la gran importància del rec de Gualta. A l'Histoire militaire de Louis Le Grand es narren totes les batalles que hi va haver sota el regnat del rei Lluís XIV, conegut com a rei Sol. Hi ha el relat de la batalla de Verges, enfrontament que tingué lloc entre l'exèrcit francès, entre Verges i Torroella de Montgrí, a la riba esquerra del Ter i l'exèrcit espanyol posicionat a la dreta del Ter entre Verges i Gualta. Aquí s'esmenta un canal molt profund que de ben segur és el rec de Gualta i això fa pensar que el rec del molí ja existia al segle xvii.
Les "Ordenanzas y reglamentos de la comunidad de regantes -sindicato agrícola de la acequia del molí de Pals- aprobados por R.O. de 5 de junio de 1908", és un document jurídic que posa en evidència la necessitat d'organitzar l'ús de l'aigua per part dels pagesos creant una Comunitat de Regants.